# Kapuzinerkloster Würzburg
Das Kapuzinerkloster Würzburg  ist ein ehemaliges Kloster der Kapuziner in Würzburg in Bayern in der Diözese Würzburg.

## Geschichte
Das St. Kilian und St. Franziskus geweihte Kloster  in der heutigen Kapuzinerstraße wurde 1615 durch Julius Echter von Mespelbrunn, Bischof von Würzburg gegründet. Es wurde 1803 im Zuge der Säkularisation aufgelöst.
Der in Würzburg ansässige Kapuzinerkonvent residierte zuletzt auf dem Nikolausberg im ehemaligen Hospiz an der Kirche Mariä Heimsuchung, die allgemein unter dem Namen Käppele bekannt ist und 1748 in barockem Stil von Balthasar Neumann errichtet wurde. Dort betreute er seit 1749 die dortige Wallfahrt. Im Gegensatz zum 1803 aufgelösten Kloster in der Innenstadt, wurden die Kapuziner auf dem Käppele (wie auch drei weitere Bettelorden-Klöster in Würzburg) von der Säkularisation verschont. Im März 2014 wurde bekannt, dass die Kapuziner, nach 260 Jahren, das Käppele Mitte Oktober desselben Jahres verlassen werden. Am 19. Oktober verabschiedeten sich die drei verbliebenen Kapuziner mit einem Festgottesdienst vom Käppele.  . Seitdem kümmert sich das Bistum Würzburg um das Kloster und die Wallfahrer. Es sorgte auch für einen behindertengerechten Ausbau.